# NGC 2506
NGC 2506 (noto anche come C 54) è un ammasso aperto visibile nella costellazione dell'Unicorno.

## Osservazione

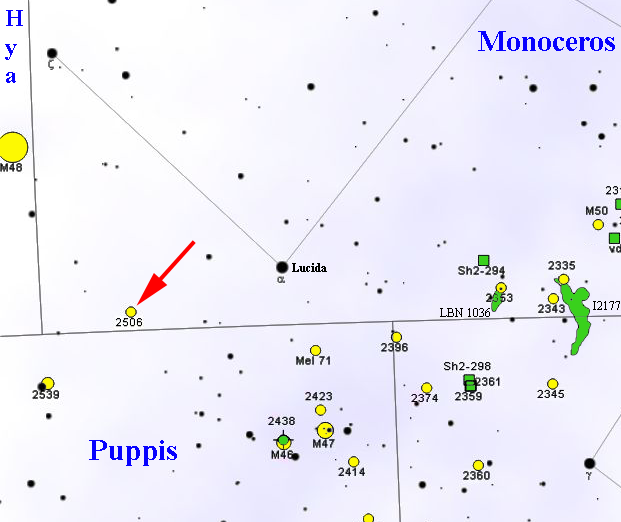
Mappa per individuare NGC 2506.

Si individua con un po' di difficoltà in una regione priva di stelle luminose posta nel settore sudorientale dell'Unicorno, al confine con la Poppa e con l'Idra; contiene solo stelle piuttosto deboli, così anche la sua osservazione con piccoli strumenti risulta deludente, benché sia comunque rintracciabile anche con un binocolo 10x50. Per recuperarlo si può partire da M48 e poi dirigersi in direzione sudovest per circa 6,5°. Un telescopio da 100mm di apertura e un buon ingrandimento consente di rilevare alcune delle sue componenti, le più luminose delle quali sono di decima e undicesima magnitudine; lo sfondo dell'ammasso si presenta per lo più di aspetto nebuloso, anche a ingrandimenti maggiori, con due concentrazioni a est e a ovest.
La sua declinazione è solo moderatamente australe, ciò fa sì che sia ben osservabile da entrambi gli emisferi terrestri senza difficoltà legate alla latitudine; risulta infatti visibile da tutte le aree popolate della Terra. Il periodo più adatto per la sua osservazione nel cielo serale va da dicembre a maggio.

## Storia delle osservazioni
NGC 2506 venne individuato per la prima volta da William Herschel nel 1791 attraverso un telescopio riflettore da 18,7 pollici; suo figlio John Herschel lo riosservò in seguito e lo inserì nel suo General Catalogue of Nebulae and Clusters col numero 1611.

## Caratteristiche
NGC 2506 è un ammasso piuttosto concentrato e di forma sferoidale, simile all'ammasso compatto NGC 2477; la sua distanza è stimata attorno ai 3460 parsec (circa 11280 anni luce) ed è quindi situato in una zona esterna della Via Lattea, probabilmente in corrispondenza del Braccio di Perseo, in un tratto che presenta segni di disgregazione a causa della sua terminazione.
Si tratta di uno degli ammassi aperti più vecchi conosciuti: la sua età è stata stimata attorno a 1,1 miliardi di anni, alla pari di altri ammassi antichi, come NGC 752 e NGC 2420, sebbene comunque più giovani di altri oggetti ancora più particolari, come M67. Le sue stelle sono estremamente povere in metalli, fattore dovuto alla sua distanza dal centro galattico, dato che più un ammasso è distante da esso e più le sue stelle hanno una bassa metallicità; inoltre si trova circa 1600 anni luce a nord del piano galattico, il che lo rende molto simile ad altri ammassi aperti sul bordo del disco galattico, come NGC 2420 nei Gemelli. Il numero delle componenti dell'ammasso si aggira sulle 800 circa, la maggior parte delle quali hanno una magnitudine apparente meno luminosa della tredicesima; le sue stelle di sequenza principale sono in massima parte stelle doppie.
La sua orbita attorno al centro galattico è relativamente poco eccentrica, suggerendo che non si è allontanato molto dal sito della sua formazione; questa rimane confinata su una distanza radiale compresa fra 10700 e 11600 parsec.

### Opere generali
- (EN) Stephen James O'Meara, Deep Sky Companions: The Caldwell Objects, Cambridge University Press, 2003, ISBN 0-521-55332-6.
- A. De Blasi, Le stelle: nascita, evoluzione e morte, Bologna, CLUEB, 2002, ISBN 88-491-1832-5.

### Carte celesti
- (EN) Tirion, Rappaport e Lovi, Uranometria 2000.0 - Volume I - The Northern Hemisphere to -6°, Richmond, Virginia, USA, Willmann-Bell, inc., 1987, ISBN 0-943396-14-X.
- (EN) Tirion, Sinnott, Sky Atlas 2000.0, 2ª ed., Cambridge, USA, Cambridge University Press, 1998, ISBN 0-933346-90-5.
- (EN) Tirion, The Cambridge Star Atlas 2000.0, 3ª ed., Cambridge, USA, Cambridge University Press, 2001, ISBN 0-521-80084-6.